# Veteran Isles
Veteran Isles är en ö i Australien. Den ligger i kommunen Elliston och delstaten South Australia, omkring 410 kilometer väster om delstatshuvudstaden Adelaide. Arean är 0,15 kvadratkilometer. Den sträcker sig 0,6 kilometer i nord-sydlig riktning, och 0,4 kilometer i öst-västlig riktning.
Genomsnittlig årsnederbörd är 446 millimeter. Den regnigaste månaden är november, med i genomsnitt 66 mm nederbörd, och den torraste är oktober, med 11 mm nederbörd.